# Lew Ayres
Lew Ayres (Minneapolis, Minnesota, 28 de dezembro de 1908 — Los Angeles, Califórnia, 30 de dezembro de 1996) foi um ator norte-americano, intérprete dos personagens Dr. Kildare e Paul Bäumer no cinema.

## Vida e carreira
Criado em San Diego, Califórnia, Ayres fugiu da escola para se dedicar à vida artística. Tocava banjo em uma banda que se apresentava em clubes quando foi descoberto por um caçador de talentos, que o levou para Hollywood. Debutou em The Sophomore, dirigido por Leo McCarey em 1929. A seguir teve destacada atuação ao lado de Greta Garbo em O Beijo (The Kiss, 1929), o que lhe valeu o papel principal de Sem Novidade no Front (All Quiet on the Western Front, 1930), o clássico pacifista de Lewis Milestone. Além do grande sucesso comercial, o filme levou-o ao estrelato e teve profundo impacto em sua vida pessoal.
Entretanto, sua boa aparência e maneiras suaves contribuíram para que fosse escalado em produções menores, onde interpretava personagens sem densidade dramática, que em nada serviram para consolidar o prestígio adquirido. Tornou-se idolo das matinês, entre 1938 e 1942, ao aceitar o papel de Dr. Kildare em nove filmes B da série do mesmo nome, produzida pela MGM. Um dos raros bons momentos dessa fase foi em Boêmio Encantador (Holiday, 1938), de George Cukor, onde fez o irmão sempre bêbado de Katherine Hepburn.
Quando estourou a Segunda Guerra Mundial, muitos atores se envolveram diretamente no conflito; porém Ayres, coerente com suas ideias pacifistas, declarou-se partidário da "objeção consciente" contra conflitos armados, engajamento militar e armas em geral. Visto como covarde, Ayres recebeu o desprezo dos estúdios e do público. No entanto, serviu por mais de três anos no corpo médico na Nova Guiné e Filipinas, cuidando de feridos de guerra, na função de assistente de capelão. Em 1946, perdoado por Hollywood e pela massa de espectadores, recomeçou a carreira com Espelho d'Alma (The Dark Mirror), clássico film noir de Robert Siodmak. Em 1949, recebeu uma indicação para o Oscar de Melhor Ator pela sua atuação em Belinda (Johnny Belinda, 1948), elogiado drama de Jean Negulesco.
A partir daí, ainda que continuasse a atuar pelas décadas seguintes, passou a se dedicar principalmente à televisão. Uma tentativa de reviver o personagem Dr. Kildare na TV acabou frustrada quando teve recusado seu pedido de não haver anunciantes da indústria do tabaco. Além de telefilmes, participou de várias séries: Columbo, The F.B.I. , Casal 20, Havaí 5-0, Mary Tyler Moore etc. Uma tentativa de popularizar no Ocidente suas crenças filosóficas e religiosas, de inspiração oriental, resultou no documentário Altars of the World (1976), que recebeu um Golden Globe.
Ayres casou-se  e divorciou-se das atrizes Lola Lane e Ginger Rogers, esta iniciando sua irresistível trajetória em direção à fama, enquanto ele tinha de se contentar com os papéis medíocres que lhe eram oferecidos. Em 1942, jurou nunca mais casar-se novamente; porém, mais de vinte anos depois, ei-lo unido a Diana Hall, que lhe deu seu único filho, Justin. Foi seu casamento mais duradouro: só terminou com seu falecimento, três décadas depois, vítima de complicações enquanto se encontrava em coma. Sepultado no Westwood Village Memorial Park Cemetery.

## Filmografia
Todos os títulos em Português referem-se a exibições no Brasil.
| - 1929 The Sophomore - 1929 O Beijo (The Kiss) - 1930 Sem Novidade no Front (All Quiet on the Western Front) - 1930 Argila Humana (Common Clay) - 1930 Proibida de Amar (East Is West) - 1930 Caminho do Inferno (The Doorway to Hell) - 1931 Por Uma Mulher (The Iron Man) - 1931 Casadinhos (Many a Sleep) - 1931 Pena de Amor (Up for Murder) - 1931 Unidos Venceremos (The Spirit of Notre Dame) - 1931 Céu na Terra (Heaven on Earth) - 1932 Donzela Impaciente (The Impatient Maiden) - 1932 Mundo Noturno (Night World) - 1932 Vale Sua Filha 100 Mil Dólares? (Okay, America) - 1932 Forasteiros de Hollywood (The Cohens and Kellys in Hollywood) - 1933 Feira de Amostras (State Fair) - 1933 O Meu "Begin" (My Weakness) - 1933 Amar É Melhor (Don't Bet on Love) - 1934 O Ônibus Misterioso (Cross-Country Cruise) - 1934 O Prazer de Perdoar (Let's Be Ritzy) - 1934 Ela e os 3 Marujos (She Learned About Sailors) - 1934 Cinderela À Força (Servant's Entrance) - 1935 The Silk Hat Kid - 1935 Sorteio Amoroso (Lottery Lover) - 1935 Spring Tonic - 1936 Panic on the Air - 1936 Os Navais Desembarcaram (The Leathernecks Have Landed) - 1936 Sequestro Fingido (Shakedown) - 1936 Cuidado, Pequenas (Lady, Be Careful) - 1936 Testemunha Inesperada (Murder with Pictures) - 1937 The Crime Nobody Saw - 1937 O Último Trem de Madri (The Last Train from Madrid) - 1937 Menina dos Meus Olhos (Hold'Em Navy) - 1938 A Mal Falada (Scandal Street) - 1938 O Rei dos Jornaleiros (King of the Newsboys) - 1938 Boêmio Encantador (Holiday) - 1938 Muito Custa Casar (Rich Man, Poor Girl) - 1938 O Jovem Dr. Kildare (Young Dr. Kildare) - 1938 Dança da Primavera (Spring Madness) - 1939 Folias no Gelo (Ice Follies of 1939) - 1939 Serenata na Broadway (Broadway Serenade) - 1939 Chamem o Dr. Kildare (Calling Dr. Kildare) - 1939 Estas Granfinas de Hoje (These Glamour Girls) | - 1939 O Segredo do Dr. Kildare (The Secret of Dr. Kildare) - 1939 O Noivo de Minha Noiva (Remember?) - 1940 A Vitória do Dr. Kildare (Dr. Kildare's Crisis) - 1940 O Estranho Caso do Dr. Kildare (Dr. Kildare's Strange Case) - 1940 O Dilema do Dr. Kildare (Dr. Kildare Goes Home) - 1940 The Golden Fleecing - 1941 Maisie na Alta Roda (Maisie Was a Lady) - 1941 Sonhos Dissipados (Dr. Kildare's Wedding Day) - 1941 Minha Vida É Tua (The People vs. Dr. Kildare) - 1942 Seu Grande Triunfo (Dr. Kildare's Victory) - 1942 Dedos Diabólicos (Fingers at the Window) - 1946 Espelho d'Alma (The Dark Mirror) - 1947 A Cruz de Um Pecado (The Unfaithful) - 1948 Belinda (Johnny Belinda) - 1950 Na Solidão do Inferno (The Capture) - 1951 Homens Verdadeiros (New Mexico) - 1953 Corações em Fuga (No Escape) - 1953 Experiência Diabólica (Donovan's Brain) - 1962 Tempestade Sobre Washington (Advise & Consent) - 1964 Os Insaciáveis (The Carpetbaggers) - 1971 Terra II (Earth II); TV - 1972 O Comedor de Biscoitos (The Biscuit Eater) - 1972 A Espera (She Waits); TV - 1972 O Presidente Negro (The Man) - 1973 A Batalha do Planeta dos Macacos (Battle for the Planet of the Apes) - 1973 O Androide (The Stranger); TV - 1974 O Projeto Questor (The Questor Tapes); TV - 1974 Desespero a 40 Graus (Heat Wave); TV - 1976 Francis Gary Powers: O Caso do Avião U-2 (Francis Gary Powers); TV - 1977 O Dia do Juízo Final (End of the World); TV - 1978 De Repente, O Amor (Suddenly, Love); TV - 1978 Damien, A Profecia II (Damien, Omen II) - 1978 O Dilúvio (Noah's Arch); TV - 1978 Galáctica, Astronave de Combate (Battlestar Galactica); TV - 1979 Cartas do Passado (Letters from Frank); TV - 1979 Salem's Lot; TV - 1980 A Reunião (Reunion); TV - 1981 Ratos e Homens (Of Mice and Men); TV - 1983 Don Camilo (Don Camilo) - 1983 Savage in the Orient; TV - 1985 Culver, Um Agente de Alto Risco (Lime Street); TV - 1986 Terrorismo em Washington (Under Siege); TV - 1989 Atire a Primeira Pedra (Cast the First Stone); TV |